# 卢瓦尔省贝尔蒙
卢瓦尔省贝尔蒙（法語：Belmont-de-la-Loire，法語發音：[bɛlmɔ̃ də la lwaʁ]），或纯音译作贝尔蒙德拉卢瓦尔，是法国卢瓦尔省的一个市镇，位于该省东北部，北侧和索恩-卢瓦尔省接壤，南侧和罗讷省相邻。属于罗阿讷区。

## 地理
卢瓦尔省贝尔蒙（46°9'55"N, 4°20'47"E）面积23.71 平方千米，位于法国奥弗涅-罗讷-阿尔卑斯大区卢瓦尔省，该省份为法国中南部省份，北起顺时针与索恩-卢瓦尔省、罗讷省、伊泽尔省、阿尔代什省、上盧瓦爾省、多姆山省和阿列省接壤。
与卢瓦尔省贝尔蒙接壤的市镇（或旧市镇、城区）包括：绍法耶、朗沙勒、圣伊尼德罗什、贝勒罗什、埃科什、库尔、圣日耳曼拉蒙塔涅。
卢瓦尔省贝尔蒙的时区为UTC+01:00、UTC+02:00（夏令时）。

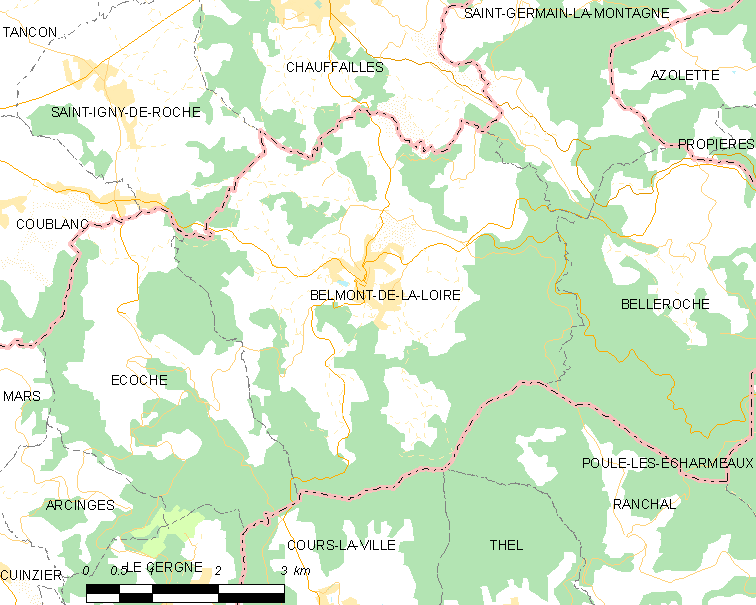
卢瓦尔省贝尔蒙的OSM定位图

## 行政
卢瓦尔省贝尔蒙的邮政编码为42670，INSEE市镇编码为42015。

## 政治
卢瓦尔省贝尔蒙所属的省级选区为沙尔略县。

## 交通
卢瓦尔省省道D4线、D31线和D39线在市中心交汇。

## 人口

1962-2008年间卢瓦尔省贝尔蒙人口变化图示

卢瓦尔省贝尔蒙于2022年1月1日时的人口数量为1429人。